# Agente provocatore

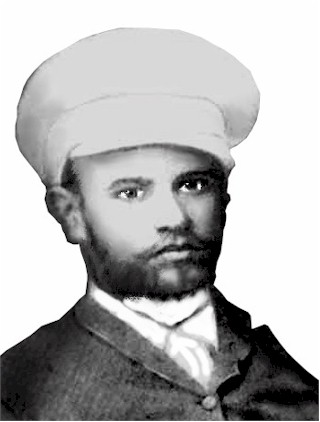
Evno Azef, agente provocatore al servizio della Russia zarista.

Un agente provocatore, è una persona atta a incitare o provocare altre persone, e spingerle a commettere atti illegali, agendo sotto copertura. Le attività degli agenti provocatori sollevano questioni etiche e legali.

## Uso comune
Più in generale, l'espressione si può riferire ad una persona o a un gruppo il cui scopo è screditare un'altra persona o gruppo. Quando un agente compie esso stesso l'azione illegale o criticabile, fingendosi membro del gruppo che vuole screditare, si parla invece di tattica di false flag (cosiddetta operatività sotto falsa bandiera).
Un agente provocatore può essere un agente di polizia o un agente segreto che incoraggia persone sospette a compiere un crimine in condizioni in cui è possibile documentare questo crimine; più in generale, l'agente può suggerire il crimine, sperando che il suggerimento sia seguito.
Un'organizzazione politica o governativa può usare agenti provocatori contro opponenti politici. L'agente spinge a compiere atti controproducenti o inefficaci, per provocare reazioni negative nell'opinione pubblica; oppure fornire un pretesto per una repressione violenta.

## Precedenti storici

### Rivoluzione francese
- Jean Claude Hippolyte Méhée de La Touche fu un famoso agente provocatore monarchico durante la rivoluzione francese

### Medio Oriente
- Incidente del Passo Mitla (1956): Ariel Sharon, ufficiale militare sul campo chiese più volte al quartier generale il permesso di prendere il passo, ma il permesso gli fu negato. Allora inviò una piccola unità con compiti di esplorazione: l'unità fu pesantemente attaccata, e bloccata sul posto, costituendo un sufficiente motivo per sferrare l'attacco.
- Massacro di Sabra e Shatila (1982): l'analisi degli avvenimenti è tuttora controversa, ma una commissione indipendente presieduta da Seán MacBride ha concluso che le autorità o altre forze israeliane hanno avuto responsabilità dirette o indiretta.[1]

### Stati Uniti
Il programma COINTELPRO dell'FBI prevedeva agenti che agivano come attivisti per i diritti umani, ma con l'intento di danneggiare le attività di altri gruppi politici come le Black Panthers, e il "Comitato di Coordinamento degli Studenti Non-violenti" (Student Nonviolent Coordinating Committee).

## In Italia
Il capo della polizia Vincenzo Parisi già prefigurò nel 1988 un disegno di legge governativo che consentisse di utilizzare lo strumento, sulla scorta dell'esperienza fatta nell'operazione antidroga "Iron tower" negli Stati Uniti. La normativa - di tipo eminentemente processuale, ma non solo - prodotta all'inizio degli anni Novanta per la lotta alla mafia ed alla grande criminalità, è stata infine interpretata dalla Corte di cassazione, che ha alfine concluso (seppur dubitativamente) per l'inquadrabilità dell'agente provocatore nella scriminante dell'adempimento del dovere di cui all'articolo 51 del codice penale.
Francesco Cossiga, ex ministro degli interni e presidente della repubblica, consigliò nel 2008 il ministro in carica su come trattare la protesta di studenti e insegnanti, descrivendo di fatto una strategia da agente provocatore.
Con le emergenze criminali succedutesi, l'attività dell'infiltrato-provocatore ha ottenuto un riconoscimento limitato volta a volta a singole fattispecie:
- l'articolo 97 del Testo unico delle leggi in materia di disciplina degli stupefacenti (D.P.R. 9 ottobre 1990, n. 309) consente l'acquisto simulato di droga da parte degli ufficiali di polizia giudiziaria addetti alle unità specializzate antidroga (al solo fine di acquisire elementi di prova in ordine ai delitti previsti dalla presente legge ed in esecuzione di operazioni anticrimine specificatamente disposte dal Servizio centrale antidroga o d'intesa con questo, dal questore o dal comandante del gruppo dei Carabinieri o della Guardia di finanza o dal comandante del nucleo di polizia tributaria o dal direttore della Direzione investigativa antimafia); dell'acquisto di sostanze stupefacenti o psicotrope è data immediata e dettagliata comunicazione al Servizio centrale antidroga ed all'autorità giudiziaria; questa, se richiesta dalla polizia giudiziaria, può, con decreto motivato, differire il sequestro fino alla conclusione delle indagini.
- l'articolo 12-quater del D.L. 8 giugno 1992, n. 306 (convertito, con modificazioni, dalla L. 7 agosto 1992, n. 356), prevede la ricettazione di armi, riciclaggio e reimpiego simulati, ma questa causa di non punibilità opera a favore dei soli ufficiali di polizia giudiziaria della Direzione investigativa antimafia o dei servizi centrali e interprovinciali (previa autorizzazione dell'organo di vertice del relativo corpo di polizia o dell'Alto commissario per il coordinamento della lotta alla delinquenza di tipo mafioso quando ad essa procedono ufficiali di polizia giudiziaria della Direzione investigativa antimafia). Anche qui è data immediata notizia all'autorità giudiziaria; questa, se richiesta dagli ufficiali di polizia giudiziaria procedenti, può, con decreto motivato, differire il sequestro del denaro, dei beni o delle altre utilità, ovvero delle armi, delle munizioni o degli esplosivi fino alla conclusione delle indagini disponendo se necessario specifiche prescrizioni per la conservazione.
- l'articolo 14 della L. 3 agosto 1998, n. 269 prevede che, nell'ambito delle operazioni disposte dal questore o dal responsabile di livello almeno provinciale dell'organismo di appartenenza, gli ufficiali di polizia giudiziaria delle strutture specializzate per la repressione dei delitti sessuali o per la tutela dei minori, ovvero di quelle istituite per il contrasto dei delitti di criminalità organizzata, possano, previa autorizzazione dell'autorità giudiziaria, al solo fine di acquisire elementi di prova in ordine ai delitti introdotti dalla legge (di cui agli articoli 600-bis, primo comma, 600-ter, commi primo, secondo e terzo, e 600-quinquies del codice penale), procedere all'acquisto simulato di materiale pornografico e alle relative attività di intermediazione, nonché partecipare alle iniziative turistiche di cui all'articolo 5 della legge[6].
- l'articolo 4 del D.L. 18 ottobre 2001 n. 374, convertito, con modificazioni, dalla L. 15 dicembre 2001, n. 438, introduce poi un'ulteriore causa di non punibilità per gli ufficiali di Polizia giudiziaria (appartenenti ad organismi investigativi specializzati dei corpi di polizia) che nel corso di specifiche operazioni di polizia (decise dal capo del Corpo ovvero, per sua delega, dal responsabile di livello provinciale dell'organismo di appartenenza) al più presto e comunque, al solo fine di acquisire elementi di prova in ordine ai delitti commessi con finalità di terrorismo anche per interposta persona acquistano, ricevono, sostituiscono od occultano denaro, armi, documenti, stupefacenti, beni ovvero cose che sono oggetto, prodotto, profitto o mezzo per commettere il reato, o altrimenti ostacolano l'individuazione della provenienza o ne consentono l'impiego. Per le stesse indagini essi, ma anche semplici agenti di Polizia giudiziaria, possono utilizzare documenti, identità o indicazioni di copertura anche per attivare o entrare in contatto con soggetti e siti nelle reti di comunicazione, informandone il pubblico ministero al più presto e comunque entro le 48 ore successive all'inizio delle attività.